# Heart and Soul (canción de Exile)
«Heart and Soul» es una canción escrita por Mike Chapman y Nicky Chinn. La canción fue grabada por primera vez en 1981 por la banda estadounidense Exile, como la canción principal de su álbum Heart and Soul. El sencillo de Exile no logró entrar en el Billboard Hot 100, alcanzando el número 102 en la lista Bubbling Under Hot 100 Singles.

## Lista de canciones
sencillo 7"  (RAK – 1C 008-64 511)
A "Heart and Soul" - 4:12
B "Your Love Is Everything" - 4:10
maxi 12"  (RAK – 1C K 052-64 511 Z)
A "Heart and Soul" - 6:10
B "Your Love Is Everything" - 4:10

## Versión de Huey Lewis and the News
La versión de Huey Lewis and the News fue lanzada como el primer sencillo del álbum Sports el 30 de agosto de 1983.
Alcanzó el número 8 en el Billboard Hot 100 de Estados Unidos en noviembre y el número 1 en la lista Billboard Top Rock Tracks.  
Fue nominado para un Premio Grammy al Mejor Grupo Vocal de Rock en la 26ª edición de los Premios Grammy en 1984.

## Vídeo musical
El video musical muestra a Lewis buscando y saliendo con una mujer en un club de baile, con imágenes del concierto de Lewis empalmadas. Partes del video están filmadas en Potrero Hill, un vecindario de San Francisco. La actriz Signy Coleman interpreta a la mujer que Lewis persigue en el club de baile. Coleman también aparece en el video musical de la canción "I Want a New Drug".

## Posicionamiento en listas
| Lista (1983)                               | Máxima posición |
| ------------------------------------------ | --------------- |
| Alemania (Offizielle Deutsche Charts)      | 39              |
| Australia (Kent Music Report)              | 25              |
| Bélgica (Flandes) (Ultratop 50)            | 30              |
| Canadá (RPM Top Singles)                   | 12              |
| Estados Unidos (Billboard Hot 100)         | 8               |
| Estados Unidos (Billboard Top Rock Tracks) | 1               |
| Estados Unidos (Cash Box Top 100)          | 10              |
| Nueva Zelanda (Recorded Music NZ)          | 41              |
| Países Bajos (Mega Single Top 100)         | 41              |
| Lista (1984)                               | Máxima posición |
| Francia Singles Chart                      | 56              |
| Lista (1985)                               | Máxima posición |
| Reino Unido (UK Singles Chart)             | 61              |

## Versión de los BusBoys
En 1982, la banda estadounidense de rock and roll BusBoys hizo una versión de la canción para su álbum American Worker. Su versión es una mezcla de rock y funk.